# Jana Jürß

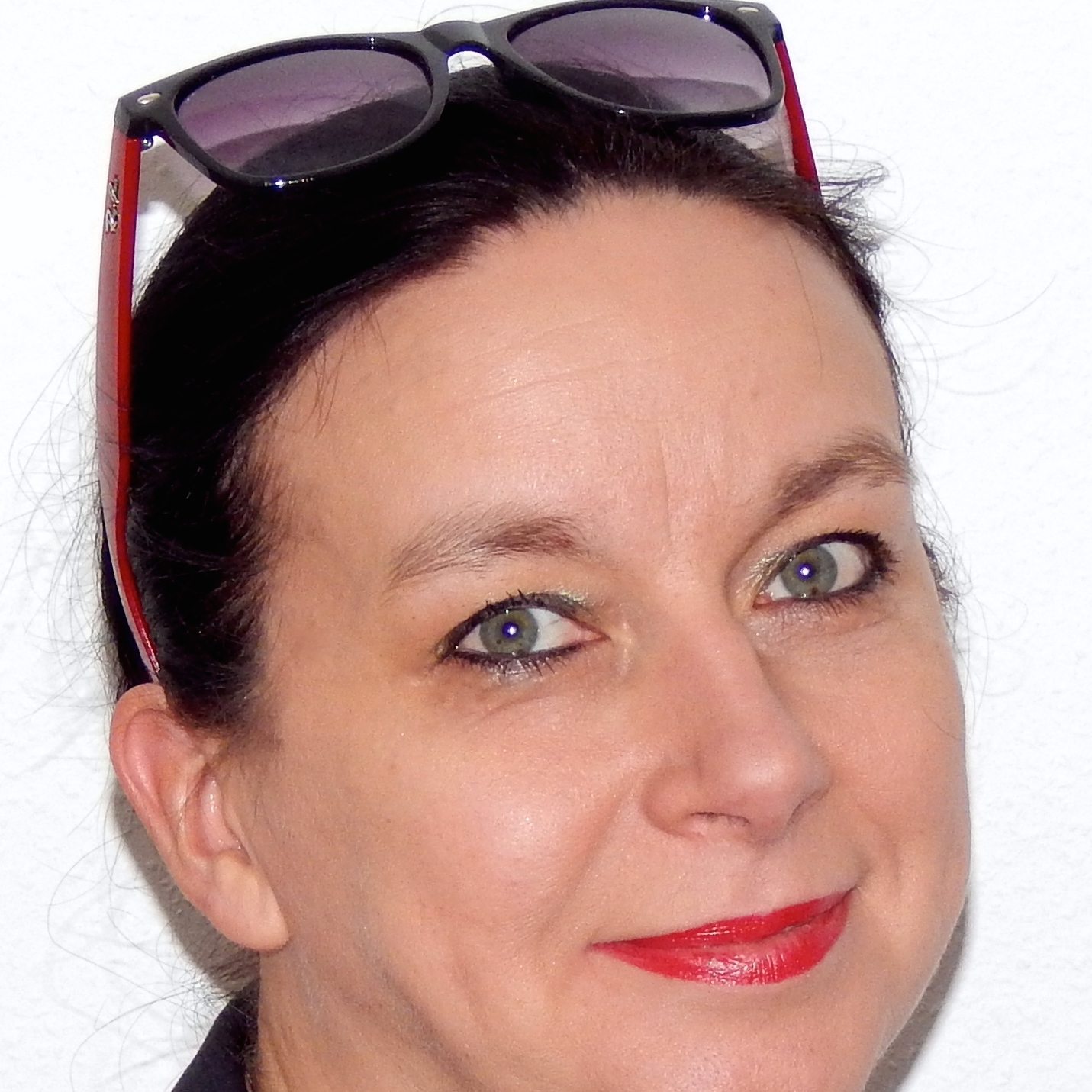
Jana Jürß (2014)

Jana Jürß (* 17. Februar 1970 in Neustrelitz) ist eine deutsche Schriftstellerin.

## Leben
Jana Jürß wuchs in Neustrelitz auf. Mit 19 Jahren, kurz vor der friedlichen Revolution, flüchtete sie über Ungarn/Österreich aus der DDR. Beruflich orientierte sie sich lange Zeit im Bereich der Wirtschaftsinformatik.
Seit 2005 arbeitet sie als freiberufliche Schriftstellerin und Publizistin. Jürß ist Mitglied beim P.E.N.-Zentrum deutschsprachiger Autoren im Ausland und im Verband deutscher Schriftsteller. Ihre Themen sind u. a. die Deutsche Geschichte und das aktuelle Zeitgeschehen. Sie verfasst u. a. Erzählungen, Essays und Dramen. Unter dem Pseudonym Linda Roos schreibt sie Thriller. Sie war 2016/17 geschäftsführende Sprecherin in der Kriminalliteraturgesellschaft Syndikat. Als aktive Zeitzeugin, u. a. vermittelt durch die Bundesstiftung zur Aufarbeitung der SED-Diktatur, steht sie Schulen und anderen Bildungsinstitutionen zur Verfügung.
Jürß ist verheiratet, hat zwei Kinder und lebt in Ostfriesland.

## Werke
- Tod im Land der tausend Seen. Roman. Gmeiner-Verlag, 2019, ISBN 978-3-8392-2392-5.
- Ostseekiller. Roman. Gmeiner-Verlag, 2018, ISBN 978-3-8392-2244-7.
- mit Helga Bürster: Tangobar. Roman. Klak Verlag, 2016, ISBN 978-3-943767-16-2.
- Marlene Torvett und das Märchen vom Glück. Roman. KSB-Media, 2015, ISBN 978-3-945195-75-8.
- 111 Orte an der Mecklenburgischen Seenplatte, die man gesehen haben muss. Sachbuch. Emons-Verlag, 2015, ISBN 978-3-95451-536-3.
- Wanzen. Roman. (erschienen unter Pseudonym Linda Roos). KSB-Media, 2015, ISBN 978-3-945195-51-2.
- mit J. Monika Walther: Nelly Dujak & Maxie Miller; 1. Fall: Die Mongolen sind weg. Kriminalroman. 2013, ISBN 978-3-7309-1214-0. (E-Book-Serie)
- Peters Laube. Roman. Wartberg Verlag, 2010, ISBN 978-3-8313-2353-1.
- Abschied einer Illusion. Erzählung. Geest-Verlag 2007, ISBN 978-3-86685-096-5.
- DDR – durch Menschen gelebt, Ein Lese- und Arbeitsbuch über ein fast schon vergessenes Stück deutscher Geschichte. Geest-Verlag, 2007, ISBN 978-3-86685-058-3.
- Aufgewachsen in der DDR – Wir vom Jahrgang 1970. Kindheit und Jugend. Wartberg-Verlag, Gudensberg-Gleichen 2007, ISBN 978-3-8313-1770-7.

„MadeByJuerss“:
- Marlene Torvett und das falsche Geld (Marlene Torvett - Mord im Land der tausend Seen, Band 2). Roman. 2021, ISBN 978-3-9485-3807-1
- Totenhort. Thriller. 2020, ISBN 978-3-9485-3804-0.
- Wanzenkinder. Thriller. 2020, ISBN 978-3-9485-3803-3.
- Marlene Torvett und das Märchen vom Glück (Marlene Torvett - Mord im Land der tausend Seen, Band 1). Roman. Neuauflage 2019, ISBN 978-3-9485-3800-2.
- Abschied einer Illusion. Roman. Neuauflage 2019, ISBN 978-3-9485-3802-6.

als Jule Jacob:
- Totgegraben (Mabel Schmidt – Ostseekrimi, Band 1). Roman. 2022, ISBN 978-3-9485-3810-1.
- Totgegossen (Mabel Schmidt – Ostseekrimi, Band 2). Roman. 2022, ISBN 978-3-9485-3811-8.